# Melissa George
Melissa Suzanne George (n. 6 august 1976, Perth, Australia) este o actriță și atletă australiano-americană, care a lucrat în Australia și în Statele Unite în film și televiziune.
Fiind a doua din cei patru copii, Melissa și-a dezvoltat interesul pentru dans și a început să studieze jazz, balet și dans modern la vârsta de șapte ani. Entuziasmul ei pentru dans a evoluat într-o pasiune pentru roller skating. Melissa George a fost campioană națională la roller skating înainte de a se alătura distribuției din Home and Away din 1993 ca Angel Parish, un rol pe care l-a jucat până în 1997. A încercat să scape de imaginea ei de fată bună după ce a părăsit serialul, pozând topless în Black+White. A participat de asemenea la un interviu pentru Playboy, iar mai târziu a pozat nud pentru poze care au fost vândute la Playboy-ul australian.
După ce s-a mutat la Los Angeles, a jucat în diferite filme unde a avut roluri mici, printre care Mulholland Drive, The Limey, Down With Love  și Dark City. A apărut de asemenea în mai multe episoade pilot care nu au fost niciodată difuzate la televizor. A avut puțin succes în 2001 cu comedia 'Thieves, unde a jucat alături de John Stamos, dar care din păcate a fost anulată.
În 2003, a apărut în Friends, iar apoi a jucat un rol ca Lauren Reed în Alias.
Primul ei rol principal într-un film a fost ca și Kathy Lutz în filmul The Amityville Horror din 2005. În același an, a jucat ca Deanne Schine în filmul Derailed.
2006 a fost un an încărcat pentru Melissa, cu numeroase apariții, cum ar fi: thriller-ul Turistas, drama Music Within și WAZ. În iulie, 2006, a filmat alături de Josh Hartnett un film adaptat după un roman 30 Days of Night.
În august 2006 a  jucat într-un episod din serialul Two Twisted.
S-a căsătorit cu un om de afaceri chilian, Claudio Dabed, la 22 septembrie 2000. Este mama vitregă pentru fiica acestuia, Martina.

## Filmografie

### Film
| An   | Titlu                     | Rol                     | Note                |
| ---- | ------------------------- | ----------------------- | ------------------- |
| 1997 | Fable                     | Rex Fable               | Film de televiziune |
| 1997 | Hollyweird                | Caril Ann               | Film de televiziune |
| 1998 | Dark City                 | May                     |                     |
| 1999 | The Limey                 | Jennifer "Jenny" Wilson |                     |
| 2001 | Sugar & Spice             | Cleo Miller             |                     |
| 2001 | Mulholland Drive          | Camilla Rhodes          |                     |
| 2001 | New Port South            | Amanda                  |                     |
| 2002 | Lost in Oz                | Alexandra Wilder        | Film de televiziune |
| 2003 | Down with Love            | Elkie                   |                     |
| 2005 | The Amityville Horror     | Kathy Lutz              |                     |
| 2005 | Derailed                  | Deanna Schine           |                     |
| 2006 | Turistas                  | Pru Stagler             |                     |
| 2007 | Music Within              | Christine               |                     |
| 2007 | WΔZ                       | Helen Westcott          |                     |
| 2007 | Home Sick                 | Call Girl #2            |                     |
| 2007 | 30 Days of Night          | Stella Oleson           |                     |
| 2008 | The Betrayed              | Jamie                   |                     |
| 2009 | Devil's Eye               | Melissa                 | Film de scurtmetraj |
| 2009 | Triangle                  | Jess                    |                     |
| 2009 | U.S. Attorney             | Susan Shelle            | Film de televiziune |
| 2010 | Second Chances            | Kate Fischer            | Film de televiziune |
| 2011 | A Lonely Place to Die     | Alison                  |                     |
| 2011 | Swinging with the Finkels | Janet                   |                     |
| 2011 | Bag of Bones              | Mattie Devore           | Film de televiziune |
| 2012 | Between Us                | Sharyl                  |                     |
| 2013 | Felony                    | Julie Toohey            |                     |
| 2013 | Gothica                   | Fiona Hunter            | Film de televiziune |
| 2016 | The Olive Sisters         |                         |                     |

### Televiziune
| An           | Titlu                   | Rol                    | Note                                       |
| ------------ | ----------------------- | ---------------------- | ------------------------------------------ |
| 1993–1996    | Home and Away           | Angel Parrish          |                                            |
| 1997         | Roar                    | Molly                  |                                            |
| 1997         | Murder Call             | Petra Salinis          | Episodul: "Hot Shot"                       |
| 1999         | Silk Stalkings          | Fiona Grant            | Episodul: "A Clockwork Florida Orange"     |
| 2000         | Tales of the South Seas | Kat                    | Episodul: "The Outlaws"                    |
| 2001         | Thieves                 | Rita                   |                                            |
| 2003         | Coupling                | Susan                  | pilot nedifuzat                            |
| 2003         | Friends                 | Molly                  | 2 episoade                                 |
| 2003         | Monk                    | Jenna Ryan             | Episodul: "Mr. Monk Goes to the Theater"   |
| 2003         | Charmed                 | Freyja                 | 2 episoade                                 |
| 2003         | L.A. Confidential       | Lynn Bracken           | pilot nedifuzat                            |
| 2003–2004    | Alias                   | Lauren Reed            |                                            |
| 2006         | Two Twisted             | Mathilda Banks         | Episodul: "There's Something About Kyanna" |
| 2008         | In Treatment            | Laura Hill             |                                            |
| 2008–2009    | Grey's Anatomy          | Sadie Harris           | 8 episoade                                 |
| 2010         | Lie to Me               | Clara Musso            | 3 episoade                                 |
| 2011         | The Slap                | Rosie                  |                                            |
| 2012         | Hunted                  | Sam Hunter / Alex Kent |                                            |
| 2013–14      | The Good Wife           | Marilyn Garbanza       |                                            |
| 2014         | Sam Hunter              | Sam Hunter             |                                            |
| 2015–prezent | The Slap (U.S.)         | Rosie                  |                                            |
| 2015         | Heartbreaker            | Dr. Alex Panttiere     |                                            |

### Jocuri video
| An   | Titlu            | Rol               | Note |
| ---- | ---------------- | ----------------- | ---- |
| 2013 | Edge of Twilight | Charlotte Lockton | Voce |